# Krążowniki liniowe typu Lion
Krążowniki liniowe typu Lion – seria trzech brytyjskich krążowników liniowych z okresu I wojny światowej. Dwa pierwsze okręty, „Lion” i „Princess Royal”, budowane w latach 1910–1912, stanowiły dzięki swej wielkości i prędkości nową jakość w klasie. Trzeci, „Queen Mary”, zbudowany w dwa lata później według nieco zmodyfikowanych planów, był kolejnym ulepszeniem koncepcji szybkiego, dobrze uzbrojonego, lecz słabo opancerzonego okrętu, promowanej przez ówczesnego Pierwszego Lorda Morskiego Admiralicji, admirała Johna Fishera. Uznawane przez brytyjską prasę za symbol potęgi Royal Navy otrzymały popularne miano Splendid Cats („Wspaniałe koty”).
Wszystkie trzy jednostki wchodziły w czasie I wojny światowej w skład 1. Eskadry Krążowników Liniowych, dowodzonej w początkowym okresie konfliktu przez wiceadmirała Davida Beatty’ego, który wybrał „Liona” na swój okręt flagowy. Wzięły udział w bitwach koło Helgolandu w roku 1914, na Dogger Bank w roku 1915 (bez „Queen Mary”) i bitwie jutlandzkiej w 1916 roku. Ta ostatnia zakończyła się tragicznie dla „Queen Mary”. Trafiony kilkukrotnie ciężkimi pociskami przez niemieckie krążowniki liniowe okręt zatonął wraz z niemal całą załogą po eksplozji komór amunicyjnych.
Pozostałe dwa okręty typu Lion dotrwały szczęśliwie do zakończenia I wojny światowej. W wyniku ustaleń traktatu waszyngtońskiego z 1922 roku obydwa zostały w krótkim czasie wycofane ze służby i sprzedane na złom.

## Geneza
W wyścigu zbrojeń morskich pomiędzy Royal Navy a Kaiserliche Marine, obok coraz doskonalszych drednotów, ważną rolę odgrywała nowa klasa dużych okrętów, od 1912 roku klasyfikowanych w Wielkiej Brytanii jako krążowniki liniowe (ang.: battle cruisers). Pierwszymi jednostkami tej klasy, których budowa była mocno promowana przez admirała Fishera, były trzy okręty typu Invincible, które weszły do służby w latach 1908–1909. Następnie rozpoczęto w brytyjskich stoczniach budowę kolejnych krążowników typu Indefatigable, jako odpowiedź na powstanie w Niemczech okrętu „Von der Tann” i dwóch jednostek typu Moltke, o zbliżonych założeniach taktyczno-technicznych.
W 1908 roku Parlament Zjednoczonego Królestwa dokonał znaczącej redukcji wydatków na zbrojenia. Dotknęła ona szczególnie Royal Navy, dla której coraz poważniejszym potencjalnym przeciwnikiem w przyszłym konflikcie stawała się rosnąca w siłę marynarka wojenna II Rzeszy. Dlatego w programie rozbudowy sił zbrojnych na lata 1909–1910 nowy Pierwszy Lord Admiralicji Reginald McKenna zabiegał i uzyskał wreszcie od Parlamentu zgodę na budowę czterech dużych okrętów: pancerników „Colossus”, „Hercules” i „Orion” oraz kolejnego krążownika liniowego. Tym razem miał być to okręt jeszcze szybszy i uzbrojony w nowe działa kalibru 343 mm, takie same jak na typie Orion. Ten sam program rozbudowy floty przewidywał możliwość sfinansowania budowy kolejnych czterech okrętów: trzech dalszych pancerników typu Orion i drugiego krążownika liniowego. Na skutek nacisków opinii publicznej 28 sierpnia 1909 roku Parlament wyraził zgodę na zamówienie tych czterech dodatkowych jednostek.
Admirał Fisher, przekonany o słuszności swojej koncepcji posiadania jak największej ilości szybkich okrętów liniowych, postulował budowę wszystkich ośmiu okrętów programu 1909–1910 jako krążowników liniowych, ale pozostali członkowie Admiralicji nie wyrazili na to zgody, wskazując na fakt, że Kaiserliche Marine wzmacniana jest przede wszystkim drednotami, a krążowniki liniowe są tam jedynie uzupełnieniem floty. Koncepcja budowy krążowników liniowych, jako jednostek, na których poświęcono opancerzenie dla uzyskania jak największej szybkości, została zaniechana po wprowadzeniu do linii trzech okrętów typu Lion i będącego ich wersją rozwojową „Tigera”. Powrócono do niej po ponownym objęciu stanowiska przez admirała Fishera w 1914 roku, czego efektem była budowa kolejnych typów szybkich, dużych okrętów.

## Projektowanie i budowa
Wymagania techniczne dotyczące nowego projektu krążownika liniowego zostały sprecyzowane przez Admiralicję w maju i czerwcu, a projekt autorstwa Philipa Wattsa zatwierdzony ostatecznie 18 sierpnia 1909 roku. Przedstawiał okręt uzbrojony w osiem dział kalibru 343 mm w czterech wieżach artyleryjskich, umieszczonych, podobnie jak na typie Orion, wyłącznie w osi symetrii. Aby zapewnić jednostce odpowiednią prędkość maksymalną, przewidywana moc turbin parowych miała wynosić 70 000 shp. Konieczność uzyskania odpowiedniej rezerwy wyporności dla montażu potężnej siłowni spowodowała, że nowe krążowniki liniowe były większe od odpowiadających im drednotów.
Duży wpływ na charakterystyki projektu miały pozyskane dane podobnych okrętów budowanych w stoczniach niemieckich. Brytyjskie krążowniki miały przewyższać potencjalnego przeciwnika prędkością i siłą ognia. Jednocześnie, wobec zgody Parlamentu na dokonywane wydatki, mniejszą rolę odgrywała kwestia kosztów. Wszystko to spowodowało, że najnowsze brytyjskie krążowniki liniowe były nie tylko większe, ale i droższe w budowie i eksploatacji od powstających równolegle, wolniejszych, ale lepiej uzbrojonych i opancerzonych drednotów Royal Navy.
Stępkę pod budowę pierwszego okrętu położono w stoczni Admiralicji w Devonport 29 września (według niektórych źródeł listopada) 1909 roku, zaś drugiej jednostki 2 maja 1910 roku w stoczni koncernu Vickers w Barrow-in-Furness. Po wodowaniu, odpowiednio 6 sierpnia 1910 roku i 24 kwietnia 1911 roku, otrzymały one nazwy „Lion” i „Princess Royal”.
Podczas prób eksploatacyjnych „Liona” okazało się, że usytuowanie przedniego masztu za pierwszym kominem, ze względu na wpływ gorących spalin, uniemożliwiało prawidłową obsługę umieszczonych tam urządzeń. W związku z tym opóźniono wejście krążownika do służby do czasu zastąpienia dotychczasowego trójnożnego masztu palowym, umieszczonym przed kominem (który został nieco cofnięty) i wymuszonych tym zmian konstrukcyjnych nadbudówki dziobowej. Podobne prace przeprowadzono jeszcze w trakcie budowy na „Princess Royal”. Koszty budowy, bez uzbrojenia, wyniosły 1 965 699 funtów dla „Liona”, a 1 955 922 funtów dla „Princess Royal”. Koszty uzbrojenia okrętów wyniosły odpowiednio 118 300 i 120 300 funtów.

## „Queen Mary”
Trzeci krążownik liniowy typu Lion miał być sfinansowany w programie rozbudowy floty na lata 1910–1911. Jego projekt został poddany modyfikacjom na wzór budowanych równolegle pancerników typu King George V. Miał nieco większą wyporność, około metr dłuższy i 16 cm szerszy kadłub, większą o 5000 shp moc siłowni, ulepszone łoża armat artylerii głównej, poprawiony układ opancerzenia oraz drobne zmiany w wyglądzie. Powoduje to wyodrębnianie „Queen Mary” w odrębny typ okrętu przez niektóre źródła.
Modyfikacja projektu została zatwierdzona przez Admiralicję w sierpniu 1910 roku, a budowę okrętu w stoczni Palmers w Greenock rozpoczęto 6 marca 1911 roku. W trakcie budowy wprowadzono jeszcze jedną zmianę: wieże artylerii głównej zostały wyposażone w łoża nowego typu, pozwalające wystrzeliwać cięższe pociski. Jednostkę wodowano 20 marca 1912 roku, nadając jej imię „Queen Mary” na cześć królowej Marii, żony Jerzego V. Prace wykończeniowe przeciągnęły się do sierpnia 1913 roku, próby zdawczo-odbiorcze ukończono 10 lutego 1914 roku. Koszty budowy okrętu, bez uzbrojenia, wyniosły 2 078 491 funtów.

## Opis konstrukcji

### Charakterystyka ogólna
Długość całkowita krążowników liniowych typu Lion wynosiła 213,4 m, długość między pionami 201,2 m, szerokość maksymalna 27 m (dla „Queen Mary” odpowiednio 214,56 m, 201,3 m i 27,16 m), co dawało stosunek długości do szerokości (L/B) równy 7,9, a więc większą smukłość kadłuba niż na typie Indefatigable (L/B = 7,37) lub niemieckim „Seydlitzu” (L/B = 6,95). Projektowana wyporność konstrukcyjna była równa 26 350 ton angielskich (ts), pełna 31 244 ts. Rzeczywiste wartości wyporności wynosiły: dla „Liona” 26 270 ts i 30 820 ts, dla „Princess Royal” 26 100 ts i 30 620 ts. Według projektu „Queen Mary” miała mieć wyporność konstrukcyjną 27 000 ts i pełną 31 844 ts, po wejściu do służby było to odpowiednio 26 770 ts i 31 650 ts. Średnie zanurzenie wszystkich trzech jednostek przy wyporności konstrukcyjnej wynosiło 8,1 m, przy pełnym obciążeniu maksymalnie 9,9 m.
Wysokość burty ponad linią wodną przy wyporności normalnej wynosiła w dziobowej części kadłuba 9,14 m, na śródokręciu 7,62, a w części rufowej 5,79 m. Kadłub był podzielony na 22 przedziały wodoszczelne, podwójne dno obejmowało 76% długości okrętu. Konstrukcja kadłuba opierała się na mieszanym, wzdłużno-poprzecznym układzie wiązań. „Lion” i „Princess Royal” miały stępki przechyłowe o powierzchni 79 m², dla „Queen Mary” wartość ta wynosiła 89,2 m².
Według projektu załoga okrętów miała liczyć 997 oficerów i marynarzy, w warunkach wojennych znacznie wzrosła, nawet do ponad 1250 osób (1275 oficerów i marynarzy na „Queen Mary” podczas bitwy jutlandzkiej).

### Urządzenia napędowe
Krążowniki liniowe typu Lion były napędzane przez dwa podwójne zespoły turbin parowych systemu Parsonsa, umieszczone w oddzielnych maszynowniach, przedzielonych wzdłużną grodzią w osi symetrii kadłuba. Każdy zespół składał się z turbin wysokiego i niskiego ciśnienia dla ruchu naprzód i dla biegu wstecznego oraz turbiny marszowej, dla prędkości ekonomicznych, zainstalowanej w przedniej części zespołu turbin wysokiego ciśnienia. Każda z maszynowni miała długość 18,9 m, za nią znajdowało się pomieszczenie kondensatorów i urządzeń pomocniczych długości 15,25 m. Turbiny wysokiego ciśnienia napędzały bezpośrednio zewnętrzne wały napędowe, turbiny niskiego ciśnienia wały wewnętrzne. Średnica trójłopatowych śrub wynosiła 3,56 m dla zewnętrznych i 3,73 m dla wewnętrznych. Parę do turbin dostarczały 42 kotły wodnorurkowe typu Yarrow z opłomkami o dużym przekroju, rozmieszczone po sześć w siedmiu kotłowniach, z których część została przystosowana do opalania paliwem płynnym, pozostałe były opalane węglem. Spaliny z kotłowni odprowadzane były przez trzy kominy, z których na „Lionie” i „Princess Royal” pierwszy miał okrągły, a dwa kolejne owalny przekrój. „Queen Mary” miała okrągłe dwa pierwsze kominy.
Projektowana moc układu napędowego wynosiła 70 000 shp („Queen Mary” 75 000 shp), co miało zapewniać prędkość maksymalną 28 węzłów. Na próbach morskich na mili pomiarowej Polperro poszczególne jednostki osiągnęły następujące wartości mocy siłowni i prędkości maksymalnej: „Lion” 76 120 shp i 27,62 węzła, „Princess Royal” 78 803 shp i 28,5 węzła, a „Queen Mary” 83 000 shp i 28,17 węzła.
Maksymalny zapas paliwa wynosił w przypadku dwóch pierwszych jednostek 3500 ton węgla i 1135 ton paliwa płynnego, zaś na trzeciej 3600 ton węgla i 1170 ton mazutu. Pozwalało to przepłynąć dystans 4935 mil morskich z prędkością ekonomiczną 16 węzłów („Queen Mary” 4970 mil morskich przy 17,4 węzła). Krążowniki były wyposażone w dwa równoległe stery.

### Uzbrojenie
Artylerię głównego kalibru krążowników typu Lion stanowiło osiem dział BL L/45 Mk V kalibru 343 mm, rozmieszczonych w czterech pancernych wieżach artyleryjskich. Dwie wieże znajdowały się na dziobie okrętu w superpozycji (A i B), jedna na śródokręciu pomiędzy drugim a ostatnim kominem (Q) i jedna na rufie (X). Usytuowanie wieży Q pomiędzy kominami powodowało znaczne ograniczenie pola ostrzału jej dział (240° wobec 300° dla wież dziobowych i rufowej), zaś umieszczenie komór amunicyjnych tej wieży pośrodku pomieszczeń kotłowni stwarzało zagrożenie zniszczenia urządzeń napędowych w przypadku pożaru bądź eksplozji amunicji. Działa dla „Liona” i „Queen Mary” wyprodukował koncern Armstronga, dla „Princess Royal” Vickers. Dwa pierwsze okręty typu otrzymały łoża dział Mk II, pozwalające wystrzeliwać pociski o masie 562,5 kg, „Queen Mary” zmodyfikowane łoża Mk II* i cięższe pociski o masie 567 kg. Zapas amunicji kalibru 343 mm wynosił według etatów pokojowych 80 pocisków na działo, w czasie wojny został zwiększony do 110 sztuk na lufę.
Artylerię średniego kalibru tworzyło 16 dział BL L/50 Mk VII kal. 102 mm umieszczonych w kazamatach (po 8 na burtę), z których 12 mogło strzelać w kierunku dziobu, a cztery w kierunku rufy. Etatowy zapas amunicji wynosił po 150 sztuk na działo. Po bitwie jutlandzkiej z dwóch ocalałych jednostek typu zdemontowano po jednym z kazamatowych dział dziobowej nadbudówki. Krążowniki miały również dwie podwodne wyrzutnie torped kal. 533 mm, po jednej na każdej burcie przed pierwszą wieżą artyleryjską. Zapas torped wynosił 14 sztuk. Każdy z okrętów został wyposażony w cztery 3-funtowe działa salutacyjne Hotchkiss, zdemontowane w 1915 roku.
Pod koniec 1917 roku na dachu wież Q i X „Liona” i „Princess Royal” zainstalowano platformy startowe i brezentowe hangary dla myśliwców lub samolotów rozpoznawczych typów Sopwith Camel, Sopwith Pup i Sopwith 1½ Strutter.
Dla zwalczania nowego zagrożenia z powietrza, w trakcie działań wojennych zainstalowano na krążownikach armaty przeciwlotnicze. Początkowo były to pojedyncze działa systemu Hotchkissa kalibru 57 mm, zastępowane następnie przez skuteczniejsze armaty kalibru 76 mm i 102 mm. Pod koniec wojny uzbrojenie przeciwlotnicze „Liona” składało się z dwóch dział kalibru 76 mm, zaś „Princess Royal” z dwóch armat kalibru 102 mm, zdemontowanych po jednej z kazamat obydwu krążowników i zainstalowanych na łożach umożliwiających prowadzenie ognia przeciwlotniczego. „Queen Mary” w czasie bitwy jutlandzkiej posiadała jedno działo kalibru 76 mm i jedno kalibru 57 mm.
Dane ogniowe dla artylerii głównej były uzyskiwane dzięki dalmierzom Barr & Stroud o bazie 9 stóp (2,75 m) i były przeliczane za pomocą kalkulatorów artyleryjskich. W przypadku dwóch pierwszych okrętów typu Lion były to przeliczniki typu Dreyer Mk III, na „Queen Mary” zainstalowano eksperymentalnie kalkulator artyleryjski Argo Clock, konstrukcji A.J.H. Pollena, zastąpiony później przez Dreyer Mk II. „Queen Mary” była pierwszym brytyjskim krążownikiem liniowym wyposażonym już podczas budowy w dalmierze 9-stopowe w każdej z wież artyleryjskich. Dzięki temu, w przypadku uszkodzenia centralnego dalmierza bądź konieczności prowadzenia ognia indywidualnie przez każdą z wież, mogły one samodzielnie wypracowywać dane do strzelań. Starsze okręty były stopniowo doposażane w dalmierze w wieżach artyleryjskich. „Lion” i „Princess Royal” otrzymały je w wieżach B i X, które zostały równocześnie wyposażone tak, by mogły w razie potrzeby spełniać rolę zapasowych stanowisk kierowania ogniem.

### Opancerzenie

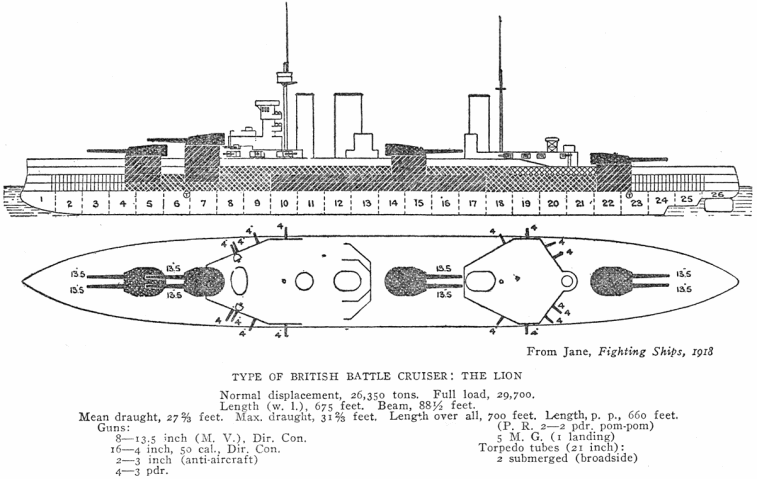
Schemat opancerzenia według Jane’s Fighting Ships 1919

Krążowniki liniowe typu Lion były chronione pancerzem burtowym, składającym się z głównego pasa pancernego o grubościach: 229 mm na śródokręciu, 127 do 152 mm na wysokości wież artyleryjskich i 102 mm w rejonie dziobu i rufy oraz pasa górnego o grubościach odpowiednio 152 mm, 127 mm i 102 mm. Pancerz burtowy chronił kadłub na długości 174 metrów. Opancerzenie poziome krążownika tworzyły dwa pokłady pancerne: górny i dolny, o łącznej maksymalnej grubości od 51 do 64 mm. Główne stanowisko dowodzenia ulokowane w nadbudówce dziobowej było chronione pancerzem o grubości do 254 mm.
Wieże artyleryjskie były osłonięte pancerzem o maksymalnej grubości 229 mm w części czołowej i osadzone na pancernych barbetach o grubości do 229 mm. Kazamaty artylerii średniej otrzymały osłonę pancerną o grubości do 76 mm jedynie na „Queen Mary”.
Podobnie jak wszystkie brytyjskie krążowniki liniowe okresu sprzed I wojny światowej, także jednostki typu Lion nie miały ciągłej wzdłużnej grodzi przeciwtorpedowej, pancerne przegrody mające na celu ochronę podwodnej części okrętu przed skutkami wybuchu torped, o grubości od 25 do 64 mm, zainstalowano jedynie w rejonie komór amunicyjnych wież artylerii głównej. Poza tym krążowniki posiadały na wyposażeniu sieci przeciwtorpedowe na wytykach, które mogły być używane w czasie postoju bądź przy poruszaniu się z małymi prędkościami. Jednak z uwagi na problematyczną skuteczność, zostały one usunięte z okrętu w 1916 roku.
Całość pancerza pionowego krążowników wykonana była ze stali pancernej Krupp Cemented (KC) i Krupp Non-Cemented (KNC), zaś opancerzenie poziome ze stali niklowej (Nickled Steel – NS), a w przypadku „Queen Mary” ze stali konstrukcyjnej o zwiększonej wytrzymałości na rozciąganie (High Tensile – HT).
Po bitwie jutlandzkiej pancerz poziomy dwóch ocalałych krążowników został wzmocniony dodatkową warstwą grubości 1 cala (25,4 mm), zainstalowaną na dachach i wokół barbet wież artyleryjskich oraz ponad maszynownią.

## Przebieg służby okrętów
Wszystkie trzy okręty typu Lion weszły do służby w Royal Navy w składzie 1. Eskadry Krążowników Liniowych (ang. 1st Battlecruiser Squadron), do końca 1912 roku zwanej 1. Eskadrą Krążowników Home Fleet. Ich zgrabna, bojowa sylwetka, silne uzbrojenie i znakomite osiągi (dodatkowo wyolbrzymiane przez prasę brytyjską) spowodowały, że wraz ze zbudowanym według zbliżonego projektu „Tigerem” zostały one obdarzone przydomkiem Splendid Cats („Wspaniałe koty”). Wszystkie trzy jednostki odbyły w 1914 roku dwie oficjalne wizyty zagraniczne: w lutym we francuskim Breście oraz w czerwcu w Rosji. Podczas pobytu w Kronsztadzie pokład „Liona” wizytował car Mikołaj II Romanow.

### HMS „Lion”
Zbudowany przez stocznię Admiralicji w Devonport. Stępkę położono 29 września 1909 roku, wodowanie odbyło się 6 sierpnia 1910 roku, zaś budowę ukończono w maju 1912 roku. Przez cały okres I wojny światowej służył jako okręt flagowy, najpierw 1. Eskadry Krążowników Liniowych, później Floty Krążowników Liniowych Grand Fleet.
„Lion” wziął udział w bitwie koło Helgolandu 28 sierpnia 1914 roku, współuczestnicząc w zatopieniu dwóch niemieckich krążowników. Kolejnym starciem z okrętami Kaiserliche Marine była bitwa na Dogger Bank 24 stycznia 1915 roku. W tej bitwie „Lion” otrzymał 16 trafień pociskami wystrzelonymi przez artylerzystów niemieckich, odnosząc poważne uszkodzenia, między innymi mechanizmów napędowych, co czasowo wyłączyło go z walki. 17 członków załogi okrętu zostało rannych, a krążownik został wzięty na hol przez „Indomitable”.

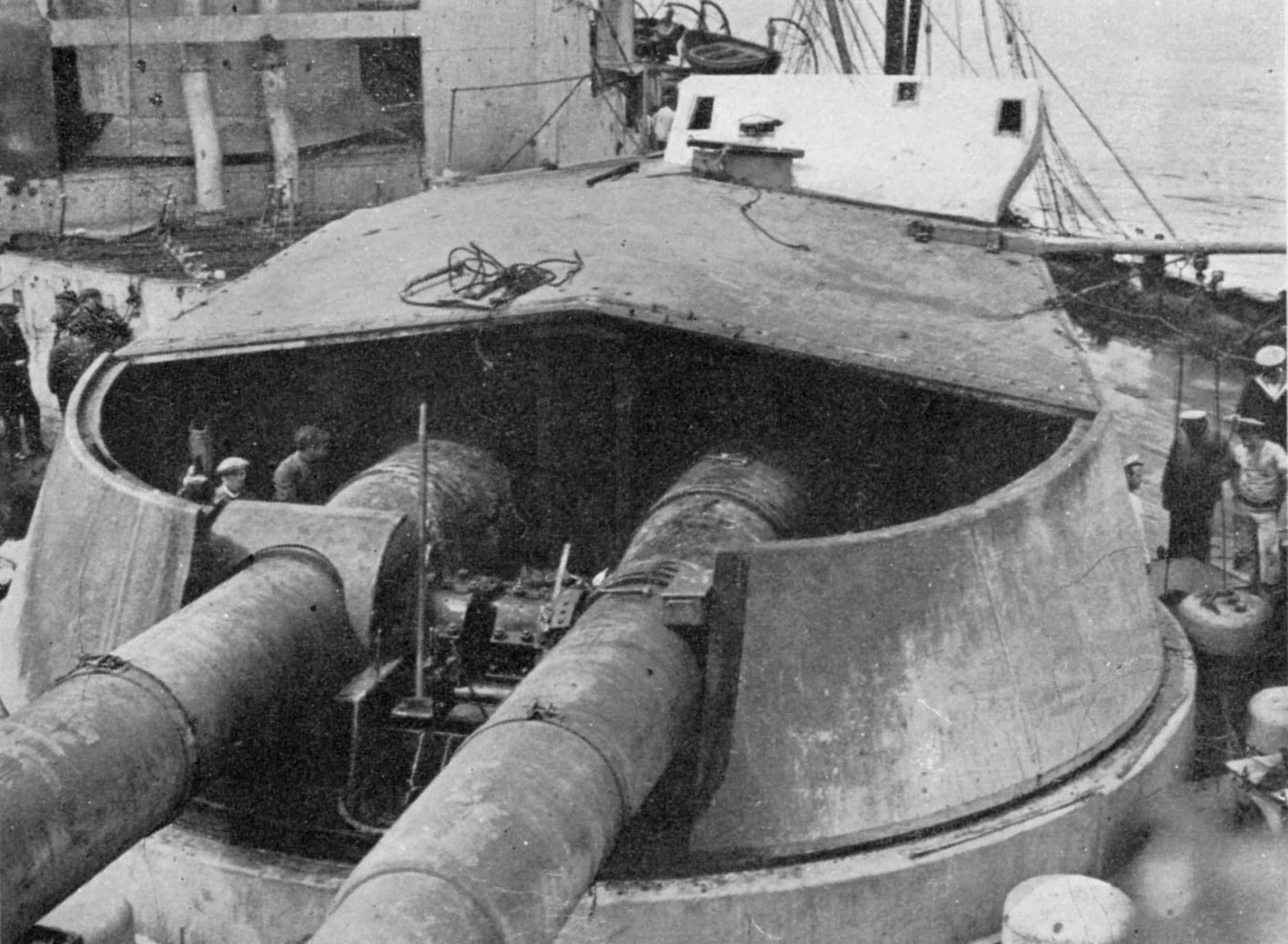
Wieża Q na „Lionie” uszkodzona w bitwie jutlandzkiej

Krążownik wziął również udział, jako okręt flagowy wiceadmirała Beatty’ego, w bitwie jutlandzkiej w dniach 31 maja i 1 czerwca 1916 roku. W pierwszej fazie bitwy toczył pojedynek artyleryjski z okrętem flagowym kontradmirała Hippera, „Lützowem”, uszkadzając go. Brytyjski krążownik został również wielokrotnie trafiony (ogółem 14 trafień ciężkimi pociskami), między innymi w wieżę artyleryjską Q, której komory amunicyjne musiały zostać zalane wodą, aby zapobiec eksplozji ładunków. Zginęło 99 członków załogi, zaś 51 zostało rannych.
„Lion” powrócił do służby czasowo pozbawiony zniszczonej wieży artyleryjskiej, którą zainstalowano dopiero we wrześniu 1916 roku. W połowie listopada 1917 roku wziął udział w wypadzie sił Grand Fleet (jako okręt flagowy nowego dowódcy Floty Krążowników Liniowych, wiceadmirała Williama C. Pakenhama), który zakończył się drugą bitwą koło Helgolandu 17 listopada, ale nie wziął bezpośredniego udziału w starciu.
Po zakończeniu wojny krążownik wszedł w skład Floty Atlantyckiej, a w 1920 roku został odstawiony do rezerwy. Po podpisaniu przez Wielką Brytanię traktatu waszyngtońskiego w 1922 roku został przeznaczony do złomowania i ostatecznie sprzedany na złom w styczniu 1924 roku.

### HMS „Princess Royal”
Stępkę pod budowę drugiego krążownika liniowego typu Lion położono 2 maja 1910 roku w stoczni koncernu Vickers w Barrow-in-Furness, wodowanie odbyło się 24 kwietnia 1911 roku, zaś wejście do służby nastąpiło w listopadzie 1912 roku. „Princess Royal” wzięła udział w bitwie koło Helgolandu a następnie działała na Atlantyku w osłonie konwojów i poszukiwaniu okrętów Niemieckiej Eskadry Wschodnioazjatyckiej admirała von Spee.
W bitwie na Dogger Bank krążownik przyczynił się do zatopienia niemieckiego krążownika pancernego „Blücher”, a po unieruchomieniu bliźniaczego „Liona” przejął na swój pokład wiceadmirała Beatty’ego. Podczas starcia „Princess Royal” okazała się szczęśliwym dla swej załogi okrętem: ani razu nie została trafiona i nikt na pokładzie nie ucierpiał. Po bitwie na Dogger Bank krążownik został okrętem flagowym dowódcy 1. Eskadry Krążowników Liniowych, kontradmirała Osmonda de Beauvoir Brocka i w tym charakterze wziął udział w bitwie jutlandzkiej. Tym razem jednostka została dziewięciokrotnie trafiona niemieckimi pociskami, tracąc 22 zabitych i 81 rannych członków załogi.
W końcowej fazie wojny okręt patrolował Morze Północne i wziął udział w osłonie akcji koło Helgolandu 17 listopada 1917 roku. Po zakończeniu wojny został włączony do Floty Atlantyckiej, a następnie odstawiony do rezerwy. W wyniku traktatu waszyngtońskiego został wycofany i sprzedany na złom w końcu 1922 roku.

### HMS „Queen Mary”
Budowę „Queen Mary” rozpoczęto 6 marca 1911 roku w stoczni Palmers w Greenock, kadłub wodowano 20 marca 1912 roku, a ukończono w końcu sierpnia 1913 roku. Po zakończeniu prób morskich „Queen Mary” weszła 10 lutego 1914 roku w skład 1. Eskadry Krążowników Liniowych. Był to ostatni krążownik liniowy, który zasilił Royal Navy przed rozpoczęciem I wojny światowej („Tiger” wszedł do służby dwa miesiące po jej wybuchu). Krążownik brał udział w bitwie koło Helgolandu w sierpniu 1914 roku, ale w związku z pobytem w stoczni w styczniu i lutym 1915 roku nie uczestniczył w bitwie na Dogger Bank.
Podczas bitwy jutlandzkiej „Queen Mary”, uchodząca za okręt o najlepiej wyszkolonych artylerzystach wśród krążowników liniowych admirała Beatty’ego, prowadziła pojedynek ogniowy z „Seydlitzem”, trafiając czterokrotnie niemiecką jednostkę i powodując jej poważne uszkodzenia. W dalszej fazie bitwy do ostrzału „Queen Mary” przyłączył się kolejny niemiecki krążownik liniowy, „Derfflinger”. Tym razem brytyjski okręt został kilkakrotnie trafiony, w tym w rejon dziobowych wież artyleryjskich. Trafienie to spowodowało eksplozję komór amunicyjnych i niemal natychmiastowe zatonięcie okrętu. Z liczącej 1275 osób załogi zginęło 1266 osób, siedem uratował jeden z brytyjskich niszczycieli, a dwie okręt niemiecki.
Wrak „Queen Mary” został odnaleziony i zbadany w 1991 roku.